# ام‌اس نوردم
ام‌اس نوردم (به انگلیسی: MS Noordam) یک کشتی است که طول آن ۹۳۶ فوت (۲۸۵٫۳ متر) می‌باشد.